# Lista över kulturhus

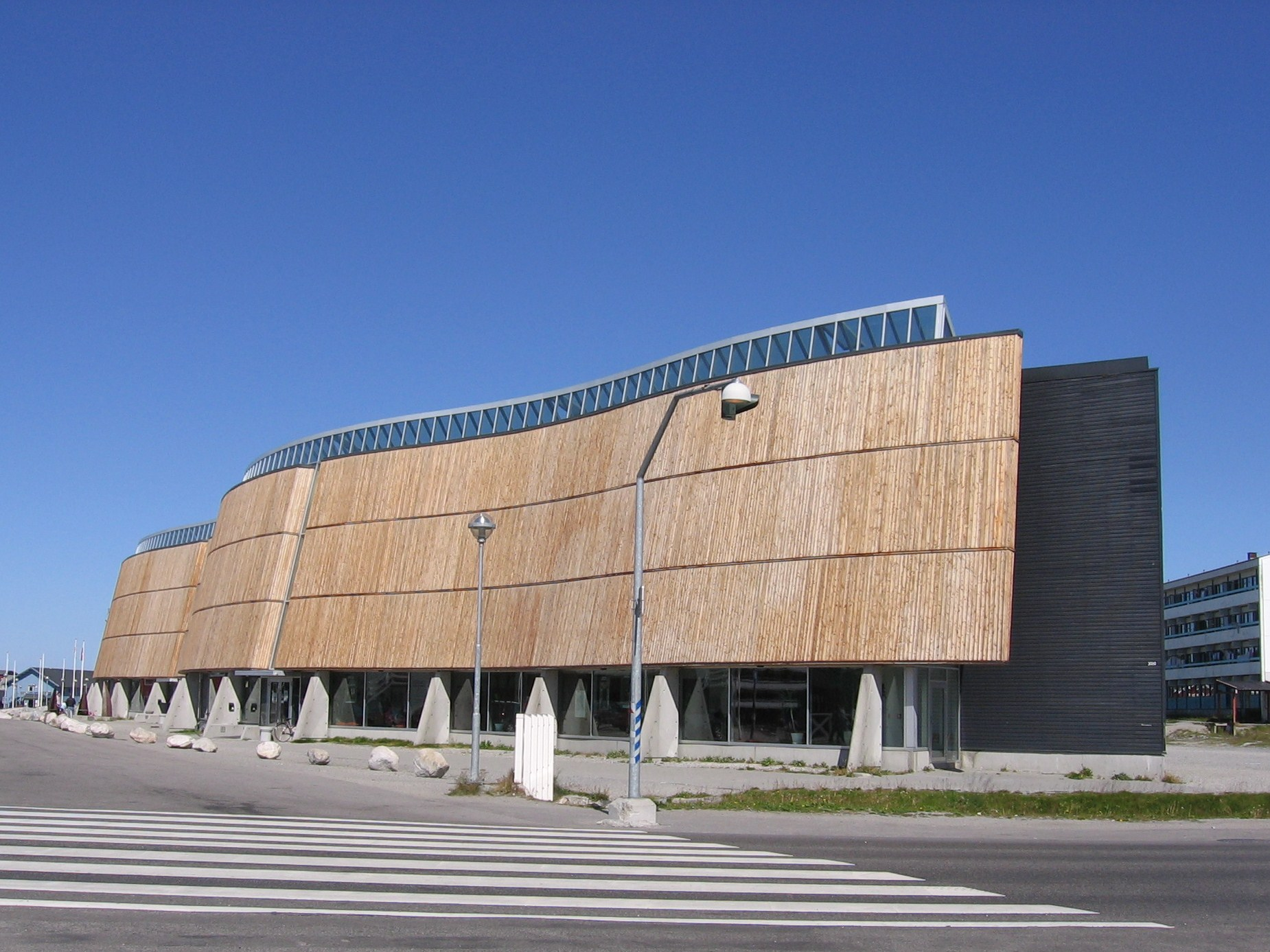
Katuaq i Nuuk på Grönland

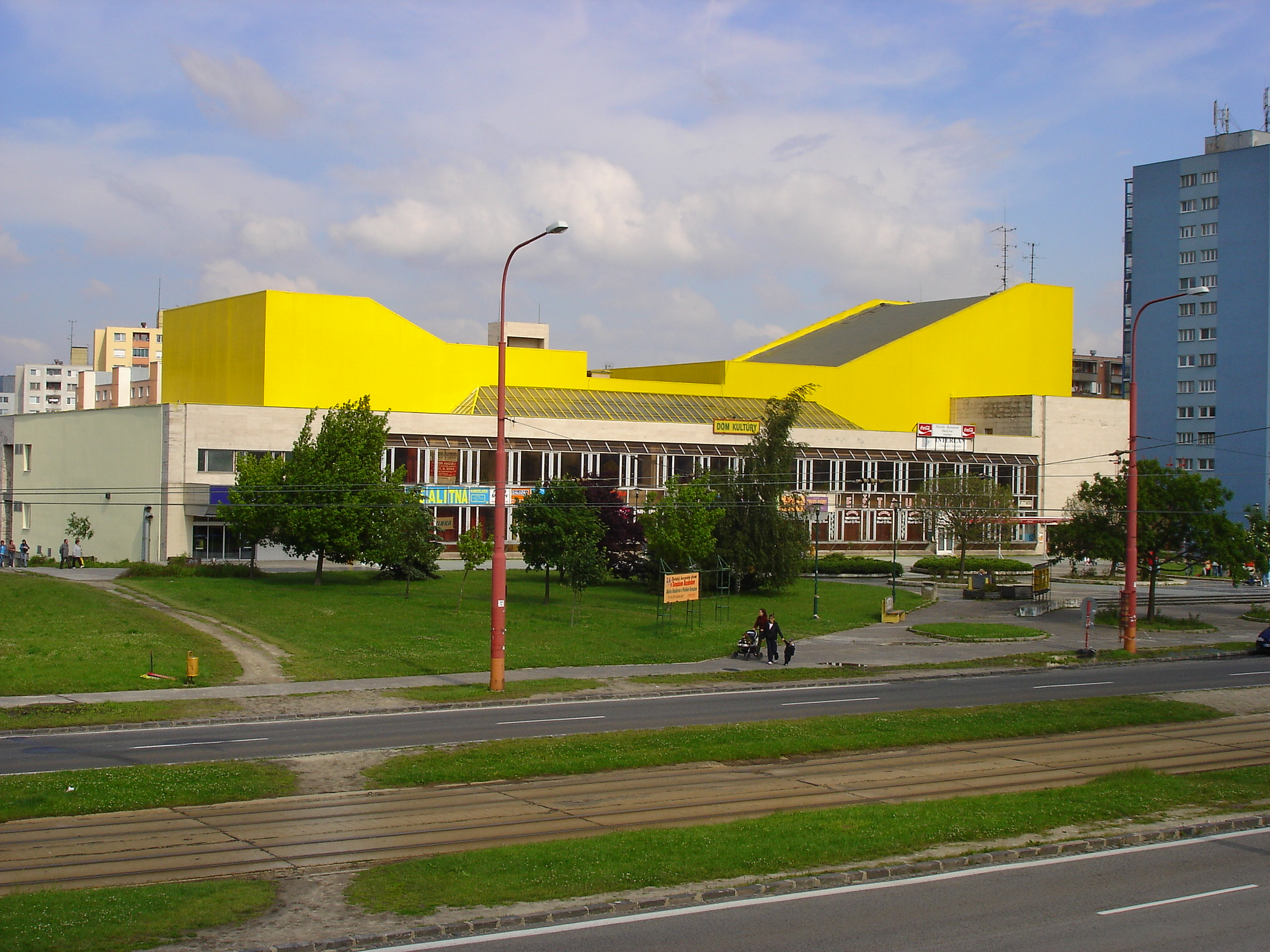
Kulturhuset Dúbravka i Bratislava i Slovakien

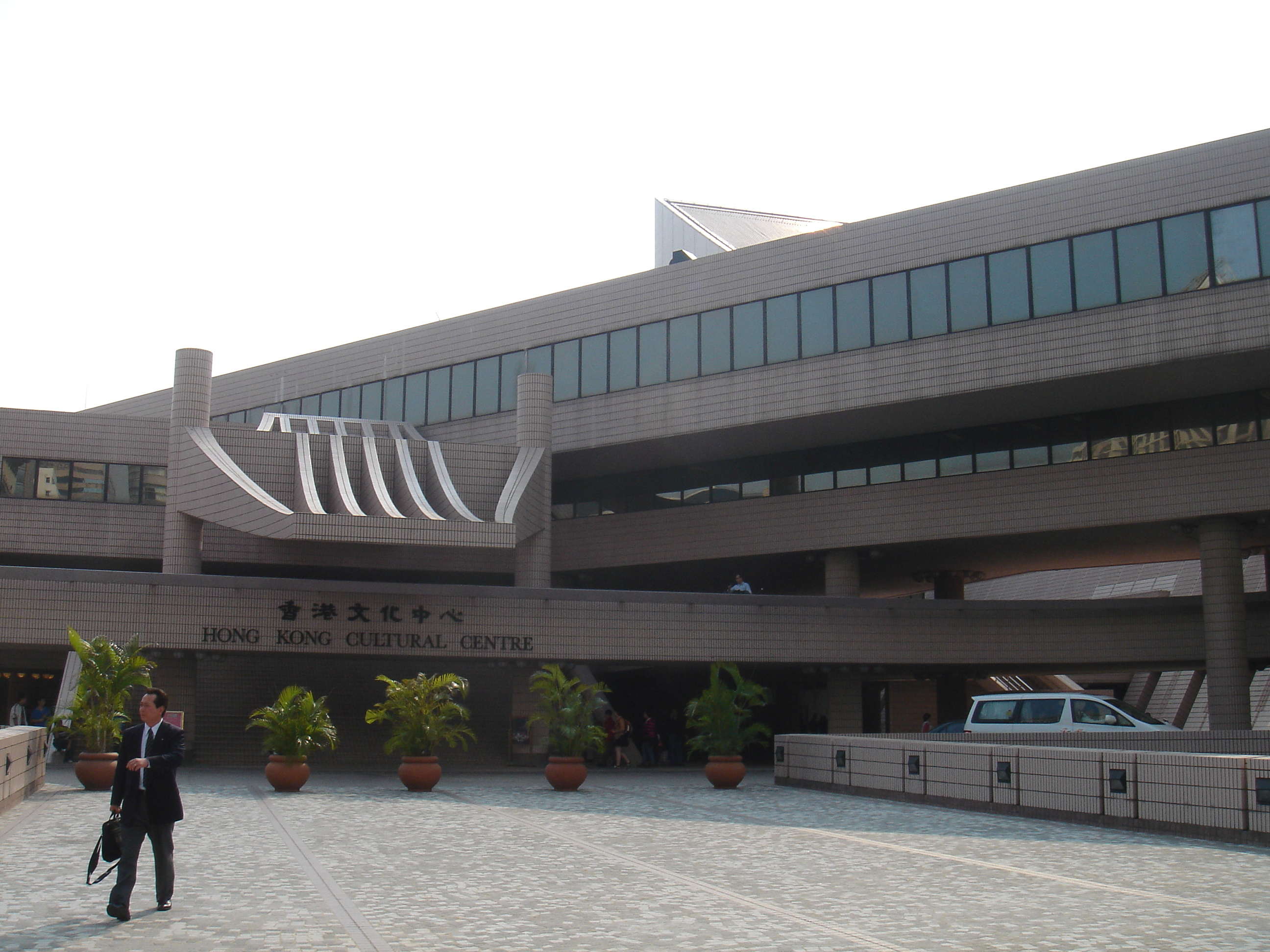
Hong Kong Cultural Centre

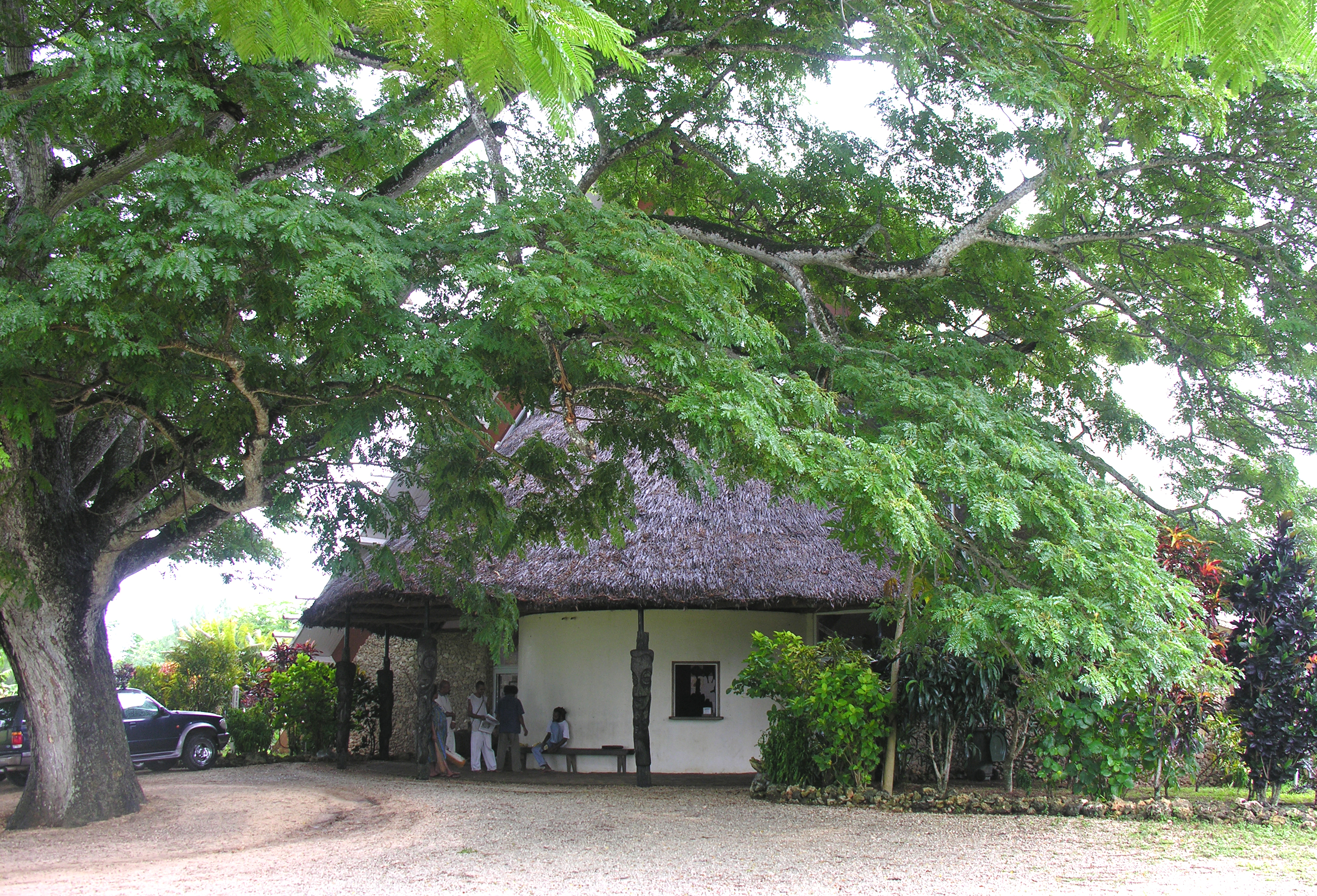
The Vanuatu Cultural Centre

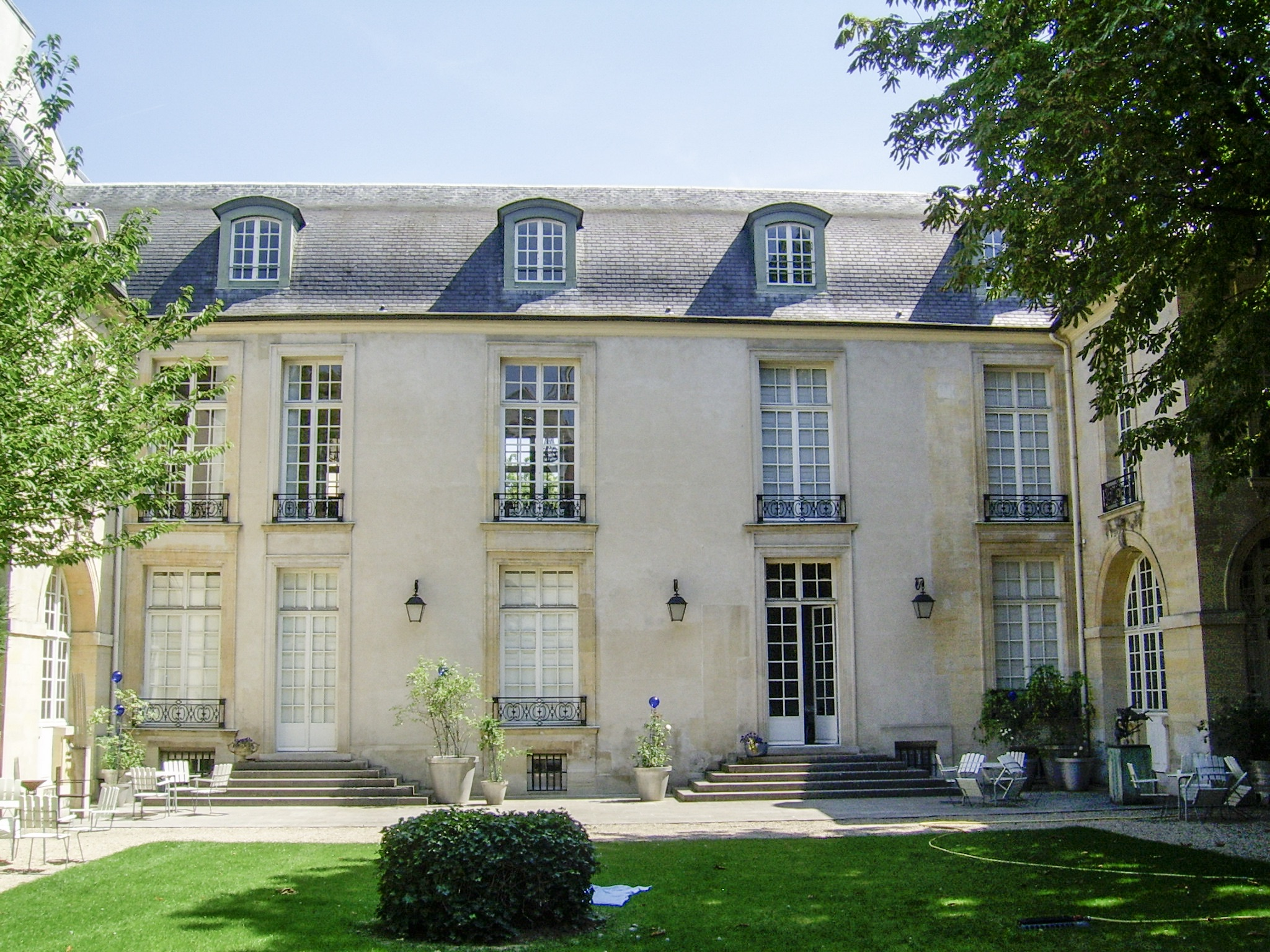
Svenska kulturhuset i Paris

Lista över kulturhus är en ofullständig lista över kulturhus, i meningen hus som inrymmer olika kulturella institutioner och evenemang.

## Kulturhus i Sverige
- Alfons Åbergs kulturhus, (barnhus), Göteborg
- Blå Stället, Angered
- Cassels donation, Grängesberg
- Culturen, Västerås
- Culturum, Nyköping
- Cyklopen, Högdalen
- Dieselverkstaden, Nacka
- Dunkers Kulturhus, Helsingborg
- Elsas hus, Linköping
- Folkets hus, Söråker
- Folkkulturcentrum, Hjorthagens Kulturhus, Ropsten, Stockholm
- Frölunda Kulturhus, Frölunda
- Göteborgs lagerhus
- Haninge kulturhus, Haninge
- Hägerstensåsens medborgarhus
- Hässleholms kulturhus
- Kulturcentrum Mankell, Sveg
- Kulturens Hus, Luleå
- Kulturhuset Barbacka, Kristianstad
- Kulturhuset Björnen, Åstorp
- Kulturhuset, Borås
- Kulturhuset Fyren, Kungsbacka
- Kulturhuset Grand, Uppsala
- Kulturhuset Komedianten, Varberg
- Kulturhuset, Leksand
- Kulturhuset Mazetti, Malmö
- Kulturhuset Spira, Jönköping
- Kulturhuset, Stockholm / Kulturhuset Stadsteatern
- Kulturhuset, Sävsjö
- Kulturhuset i Ytterjärna
- Kulturhuset Ängeln, Katrineholm
- Kulturhuset, Örebro
- Kulturmagasinet, Sundsvall
- Kulturmejeriet, Lund
- Magasinet, Falun
- Medborgarhuset, Eslöv
- Medborgarhuset, Stockholm
- Medborgarhuset, Säffle
- Medborgarhuset Trappan, Vällingby
- Medborgarhuset, Örebro
- Mångkulturellt centrum, Fittja
- Rättviks kulturhus
- Skarpnäcks kulturhus
- Skövde Kulturhus, Skövde
- Subtopia, Alby
- Vallentuna kulturhus, Vallentuna
- Viktoriahuset, Göteborg
- Väven, Umeå

## Kulturhus i Albanien
- Kulturpalatset i Tirana

## Kulturhus i Danmark
- Kulturværftet i Helsingör
- Katuaq i Nuuk på Grönland
- Kulturhuset i Randers
- Nordens Hus på Färöarna

## Kulturhus i Finland
- Kulturhuset, Helsingfors
- Kabelfabriken, Helsingfors
- Hanaholmens kulturcentrum, Esbo

## Kulturhus i Frankrike
- Svenska kulturhuset i Paris (Centre Culturel Suédois)
- Centre Pompidou, Paris
- Carré d'Art, Nîmes

## Kulturhus i Island
- Kulturhuset, Reykjavik
- Nordens hus, Reykjavik

## Kulturhus i Nederländerna
- De Balie, Amsterdam
- Glaspaleis, Heerlen
- OT301, Amsterdam

## Kulturhus i Norge
- Arktisk Kultursenter, Hammerfest
- Senter för nordlige folk, Manndalen
- Sandnes kulturhus, Sandnes